# USRC Thomas Corwin
L'USRC Thomas Corwin est un bateau de l'United States Revenue Cutter Service lancé en 1876, puis revendu en 1900, date à partir de laquelle il devient un navire marchand du nom de SS Corwin. Sous ces deux noms, il passe sa carrière essentiellement en Alaska, participant notamment aux recherches de la Jeannette puis du Karluk.